# ネイサン・モーティモア・ニューマーク
ネイサン・モーティモア・ニューマーク（英: Nathan Mortimore Newmark、1910年9月22日 - 1981年1月25日）は、アメリカの構造設計者、研究者であり、地震工学の創始者の1人である。

## 幼少期
ニューマークはニュージャージー州プレインフィールドで、父アブラハムと母モリーの間に生まれた。ノースカロライナとニュージャージーで教育を受けた後、ラトガース大学へと進学。ニューマークは土木工学の分野で高い名声を得て同大学を1930年に卒業、1931年にはアンネ・コーヘンと結婚。

## イリノイ大学
1932年にニューマークは修士（理学）の学位を、1934年には「コンクリートアーチ橋のリブとスーパーストラクチャーの関係」で土木工学の博士の学位をイリノイ大学アーバナ・シャンペーン校から受ける。UIUC卒業後、1943年には土木学科の研究教授となる。1947年から1957年の間、ニューマークは大学のデジタルコンピューター研究所の会長となり、1956年には土木学科長となり1973年まで同職に就く。ニューマークは多くの重要な指導職に就き、非常に長い間大学の委員会に名を連ねることで名声を得た。ニューマークは名誉教授として退官するまで教授職を続け、彼の指導の下、イリノイ大学アーバナ・シャンペーン校は新しい教育課程で成長を遂げる。

## 業績
第二次世界大戦の間、ニューマークは国家防衛研究会および地震研究開発所の相談役となり、1948年にはPresident's Certificate of Meritを受賞。
1959年には微分方程式の解法に用いられる、数値積分のニューマークβ法を発表する。その後、ニューマークは初のトランジスタコンピューターである"ILLIAC Ⅱ"の開発を手伝う。ILLIAC Ⅱは当時まだ開発されていなかったトランジスタを組み込んだコンピューターであり、結果的に工学向けソフトウェアの開発を後押しした。
ニューマークのその他の業績としては、メキシコシティのラテンアメリカタワーであり、このビルは1984年までメキシコシティで最も高いビルであった。ニューマークはこのプロジェクトの相談役であり、建物下の粘土層がビルを支え、ビルが地震に耐えるよう設計した。
技術者として1968年にアメリカ国家科学賞、1969年にワシントン賞、1979年にジョン・フリッツ・メダルを受賞した。